# Dodge M80
 (septembre 2021).
La Dodge M80 était un concept car créé par le constructeur automobile américain Dodge. Il a été présenté pour la première fois au Salon international de l'automobile d'Amérique du Nord de 2002. Il a été conçu en tant qu'interprétation moderne des vieux pick-ups Dodge des années 1930 et 1940.

## Moteur et performances
Le M80 a un moteur V6 qui a une aspiration et une induction ordinaires. Le moteur produit environ 213 ch (157 kW) et 319 N m de couple[réf. nécessaire]. Il peut accélérer de 0 à 97 km/h en 8,0 secondes. Le M80 utilise une transmission manuelle à cinq vitesses.

## Conception
La conception du M80 est vaguement basée sur les anciens pick-ups des années 1930 et 1940. Les pneus du M80 vont jusqu'à 20 pouces (510 mm). Il comporte des supports pouvant contenir des objets aussi grands qu'un véhicule tout-terrain. L'intérieur est très moderne, mais donne une sensation classique dû au fait qu'il est robuste et durable[réf. nécessaire].